# 神戸市交通局3000形電車
神戸市交通局3000形電車（こうべしこうつうきょく3000がたでんしゃ）は、かつて神戸市交通局に在籍した通勤形電車。1993年より6両編成6本（36両）が製造された。

## 概要
神戸市営地下鉄西神・山手線は利用者数の増加が続く中、朝夕ラッシュ時の混雑緩和や乗客サービスの向上を図るため、快適性・安全性・省力化の向上を図った車両として、1992年度より本形式が増備されることとなった。
最初の編成は1993年（平成5年）3月の西神南駅開業に合わせて増備された。当初から6両編成であり、中間車に付随車を2両挟むMT比4M2Tの編成となっている。神戸市営地下鉄で初めてVVVFインバータ制御が採用された。

## 車両概説

### 車体
1000形、2000形と同様のアルミ合金製19m3扉構造である。前面に大型曲面ガラスを使用しているが、2000形よりも曲線と傾斜が強調されている。前照灯・尾灯は丸型を横に配置し、従来の縦配置と異なる。正面非常用貫通扉は運転席から向かって右側に寄せて配置されている。
塗装はペールアクア色にライトグリーンとグレーのラインを配し、従来より明るい印象となった。先頭車の側面には、シンボルマークの「Uライン」マークがステンレス板により設置されている。正面のUマークは貫通扉の緑の帯部分に白抜きで配されている。
車両番号の標記は、神戸市電以来の字体が引き続き採用されている。正面では非常扉上部に表記され、先頭車両の側面では乗務員室寄りの戸袋の上部にある。
なお、当初のデザイン案では、登場時期が近い東京都交通局6300形電車に類似したものも考えられており、名谷車両基地の一般公開でデザイン図が展示されたこともあるほか、中間2両を2階建てにする構想もあった。

### 車内
車内は化粧板の色調が全体的に明るくなり、座席モケットも色、材質ともに変更された。また、座席端には網棚から伸びるパイプが設置され、立ち客がつかまるための棒も設置された。天井の冷房吹出口、照明、スピーカーの形状や配列も変更された。
1994年（平成6年）に客用ドア上部に路線図式の車内案内表示器とLED式の車内案内表示器が交互に設置された。快速運転での使用を前提に設計されたため、「普通 LOCAL」といった表示や路線図式案内表示器の駅名の下に停車駅であることを示すランプが設置されていた。
なお、2009年5月から車内案内表示器のデザインは路線図とLEDスクロール表示が一体化されたタイプに順次更新され、2010年3月までに全編成取り替えられた。

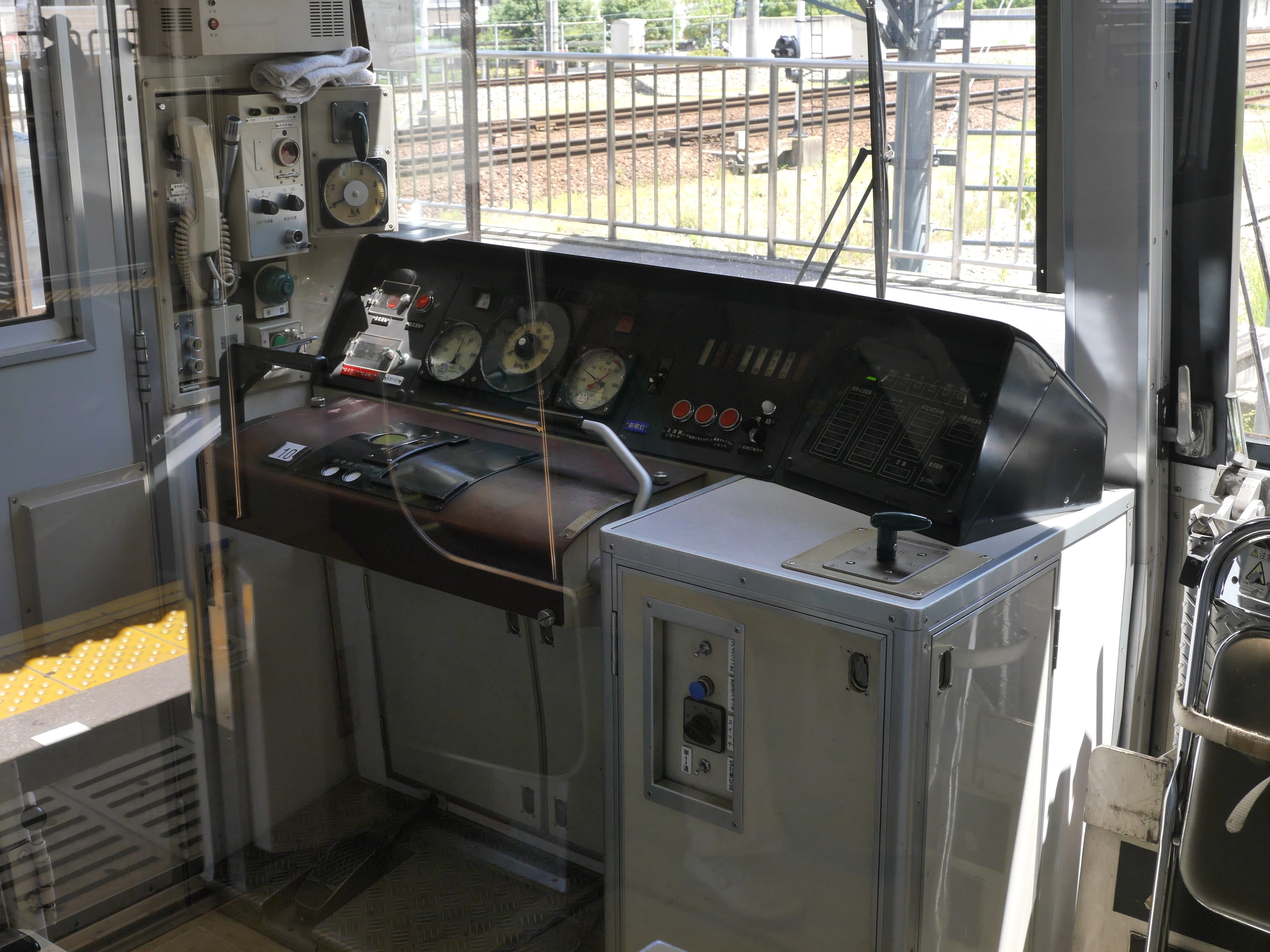
運転台
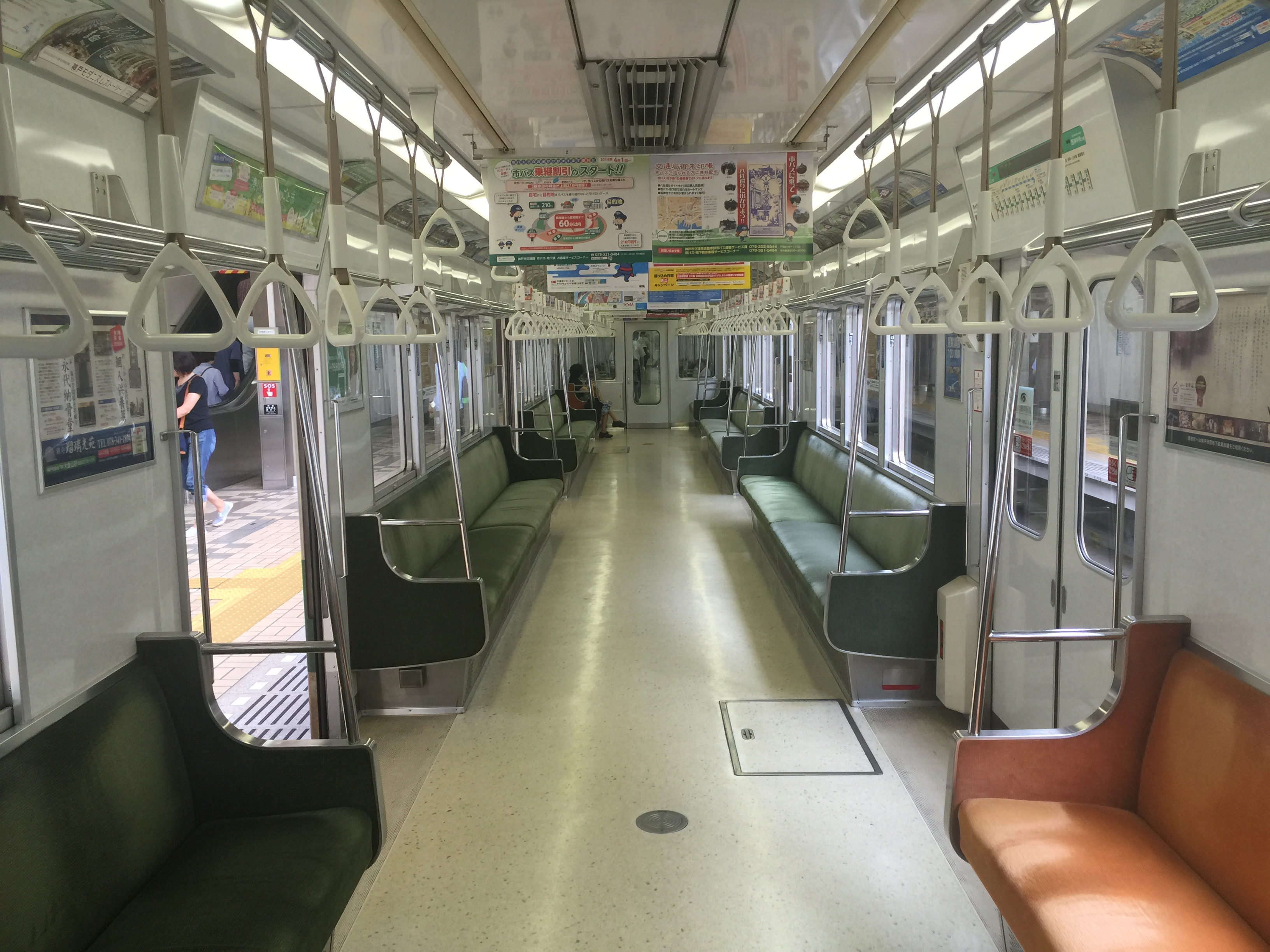
車内
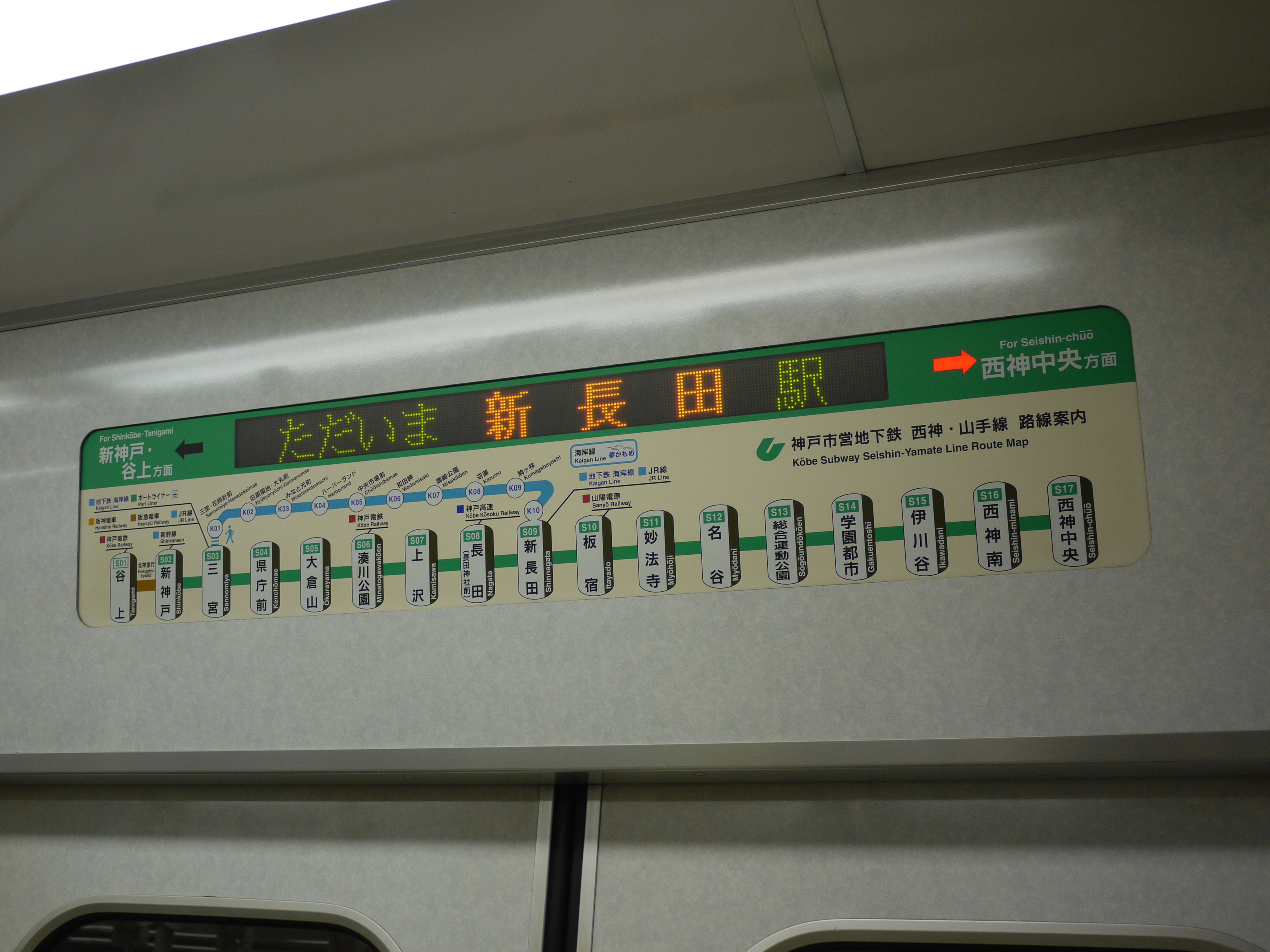
LED式の車内案内表示器

### 主要機器
制御方式は1000形・2000形の電機子チョッパ制御に代わり、神戸市営地下鉄で初のVVVFインバータ制御が採用された。主回路素子にはGTOサイリスタを使用しており、1台のインバータ制御器で8基の主電動機を制御する1C8M方式となっている。西神・山手線に乗り入れる北神急行電鉄7000系の制御装置は三菱電機製だが、当形式は日立製作所製である。
主電動機はかご形三相誘導電動機が採用されており、定格出力130kWのSEA-340形を各電動車に4基搭載する。誘導電動機であるため整流子がなく、直流電動機特有のフラッシュオーバーのような故障もないため、保守性と信頼性が向上している。1995年の阪神・淡路大震災後の復旧工事でトンネル内の環境が悪化する中、直流電動機のフラッシュオーバーが多発したチョッパ車に対し、3000形は故障なく走り続けたこともある。
ブレーキは電気指令式ブレーキを使用し、電動車の回生ブレーキを優先して不足分を付随車の空気ブレーキで補う遅れ込め制御の方式を採用した。
冷房装置は集約分散式で、17,000kcal/hのユニットクーラーを各車両屋根上に2基搭載する。冷房効果の向上のため、横流ファンを3台設けている。
連結器は編成両端が電気連結器付きの密着連結器、中間部が半永久連結器となっている。
保安装置は自動列車制御装置（ATC）と自動列車運転装置（ATO）を採用している。ATC制限速度は0、15、25、45、60、75、90km/hが設定されており、運転席の速度計に設けられた車内信号に表示される。

## 市電デザイン列車
2017年の市営交通100周年と地下鉄開業40周年を記念して、3000形の3126Fが神戸市電のデザインを復元した「市電デザイン列車」となり、2017年3月13日から運行を開始した。西神中央方の3126のみ大正期のマルーン、残りの5両は700形をイメージした昭和期のツートンカラーとなり、当初は、100周年ヘッドマークが掲出されていた。車体側面と車内乗降扉・妻面上部に市電・地下鉄の各形式の画像・説明を記したステッカーが貼付されていた。

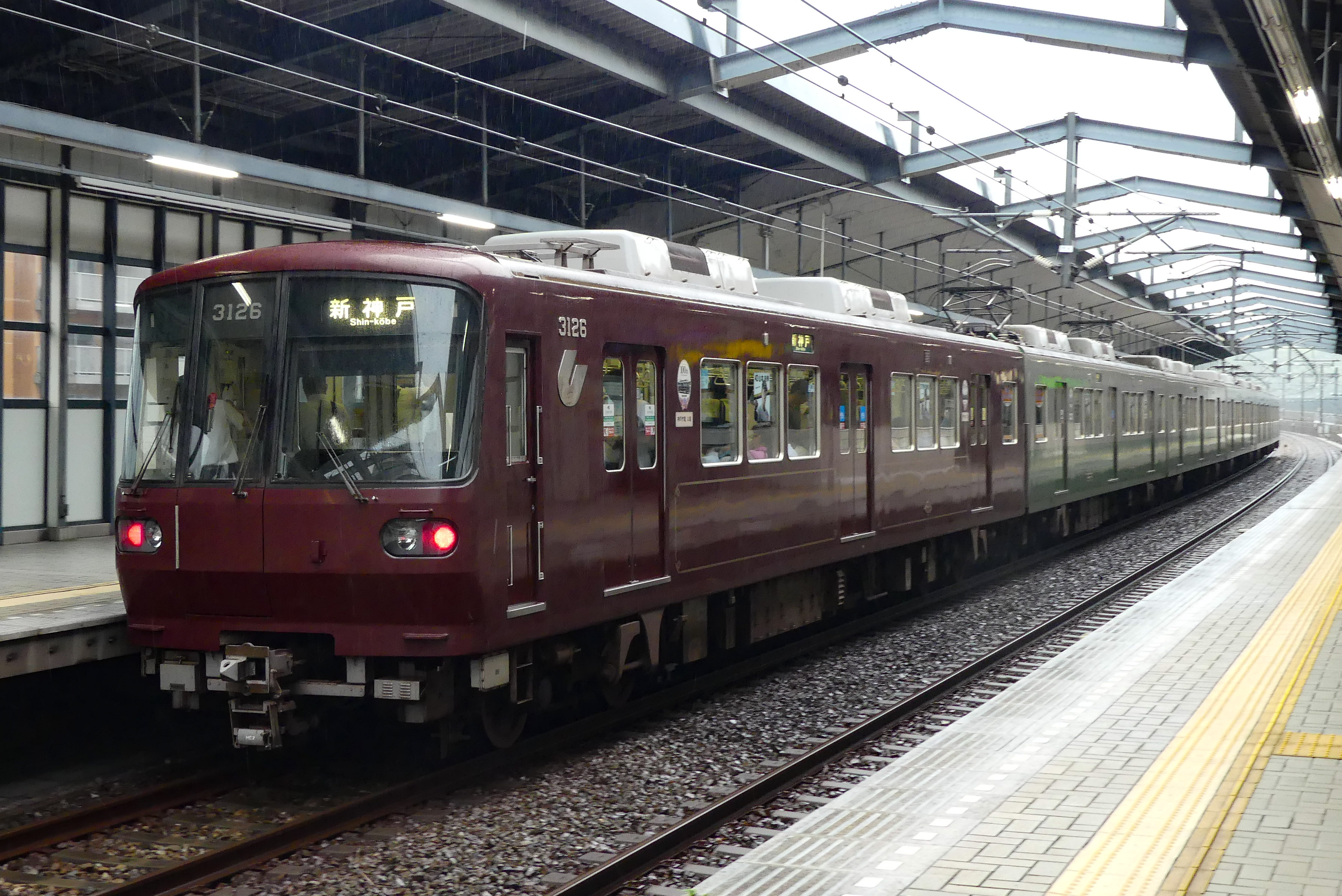
3126側　マルーン塗装
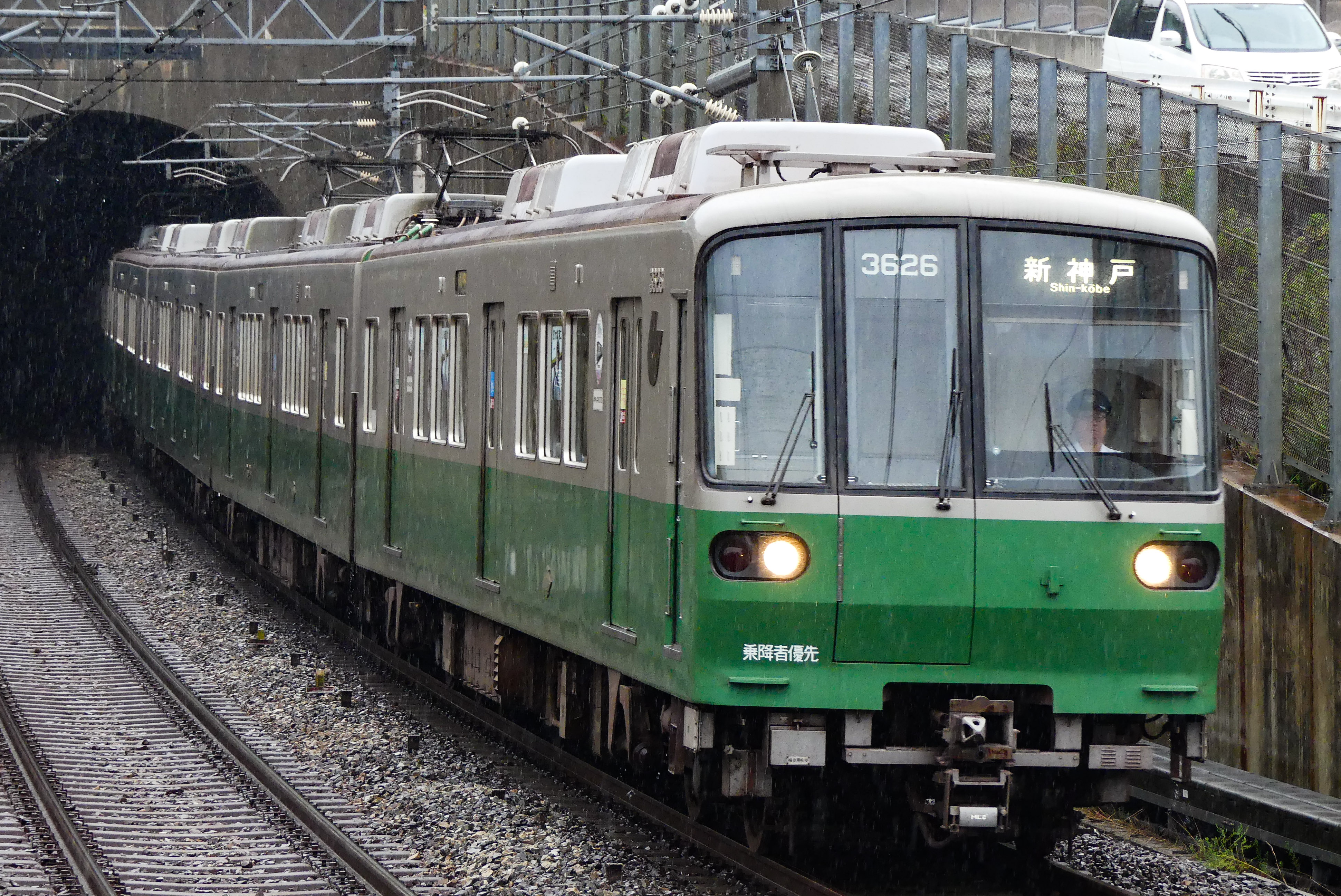
3626側　ツートンカラー

## 運用
北神線の谷上駅 - 新神戸駅間と、西神・山手線の新神戸駅 - 西神中央駅間で運用されていた。
1995年1月17日に発生した阪神・淡路大震災では、3000形を含め西神・山手線の車両への被害はなかった。翌18日に西神中央 - 板宿間で復旧した際、方向幕に「板宿」がないため1000形・2000形は白幕を表示したが、3000形は白幕の設定が不可能であったため、2月16日の全線復旧までの板宿折返し運転に3000形の運用ができなかった。その後、3000形にも白幕の整備が実施されている。

## 廃車

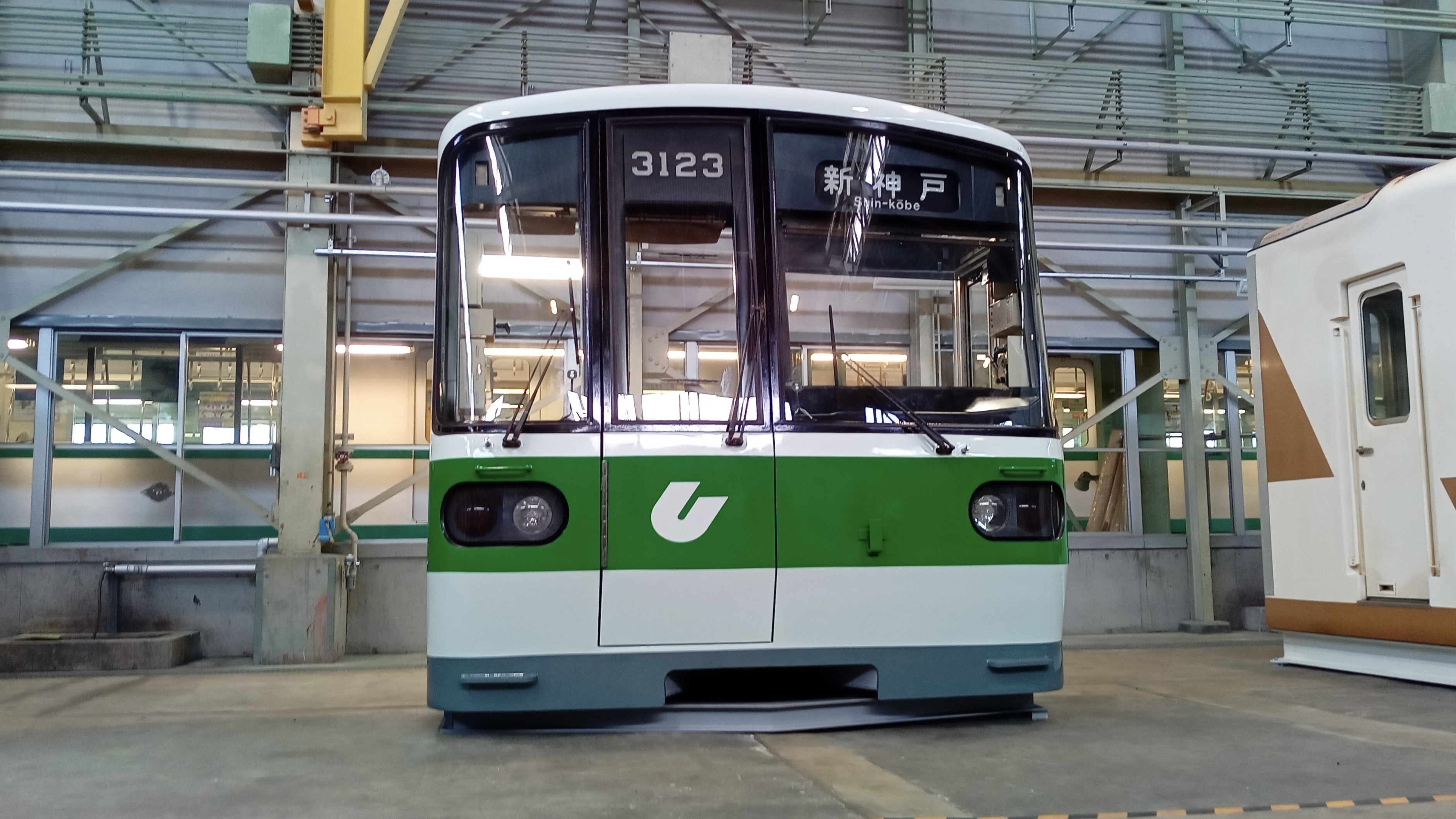
名谷車両基地に保存されている3123号車の前頭部

2019年度から6000形の投入による全車両の置き換えが発表され、1000形・2000形とともに3000形も全車が廃車の対象となった。
2019年度には、8月に3123編成、9月に3124編成、12月に3127編成が廃車となった。
2020年度には、3125編成と「市電デザイン列車」の3126編成が廃車となり、3000形は3128編成の1本のみとなった。
3128編成も2021年7月24日をもって運行を終了し、9月に廃車となったことにより、神戸市営地下鉄で初の廃形式となった。
3123号の前頭部がカットモデルとなり、2023年10月現在、名谷車両基地に保存されている。

## 編成表
2017年4月1日現在。車両番号の下2桁は1000形・2000形からの続番である。3400形（■4号車）は女性専用車。
|           |      | ← 西神中央新神戸・谷上 → | ← 西神中央新神戸・谷上 → | ← 西神中央新神戸・谷上 → | ← 西神中央新神戸・谷上 → | ← 西神中央新神戸・谷上 → | ← 西神中央新神戸・谷上 → | 編成竣工  | 運用開始      | 廃車          | 当初搬出予定 |
| 号車      | 号車 | 1                        | 2                        | 3                        | 4                        | 5                        | 6                        | 編成竣工  | 運用開始      | 廃車          | 当初搬出予定 |
| 形式      | 形式 | Mc2                      | M1                       | T                        | T'                       | M1'                      | Mc2'                     | 編成竣工  | 運用開始      | 廃車          | 当初搬出予定 |
| 編成 番号 | 23   | 3123                     | 3223                     | 3323                     | 3423                     | 3523                     | 3623                     | 1993年1月 | 1993年3月20日 | 2019年8月6日  | 2019年7月頃  |
| 編成 番号 | 24   | 3124                     | 3224                     | 3324                     | 3424                     | 3524                     | 3624                     | 1993年1月 | 1993年3月20日 | 2019年9月2日  | 2019年9月頃  |
| 編成 番号 | 25   | 3125                     | 3225                     | 3325                     | 3425                     | 3525                     | 3625                     | 1994年3月 | 1994年3月20日 | 2021年3月25日 | 2020年11月頃 |
| 編成 番号 | 26   | 3126                     | 3226                     | 3326                     | 3426                     | 3526                     | 3626                     | 1994年3月 | 1994年3月20日 | 2021年3月25日 | 2021年2月頃  |
| 編成 番号 | 27   | 3127                     | 3227                     | 3327                     | 3427                     | 3527                     | 3627                     | 1994年3月 | 1994年3月20日 | 2019年12月9日 | 2019年8月頃  |
| 編成 番号 | 28   | 3128                     | 3228                     | 3328                     | 3428                     | 3528                     | 3628                     | 1994年3月 | 1994年3月20日 | 2021年9月30日 | 2021年8月頃  |

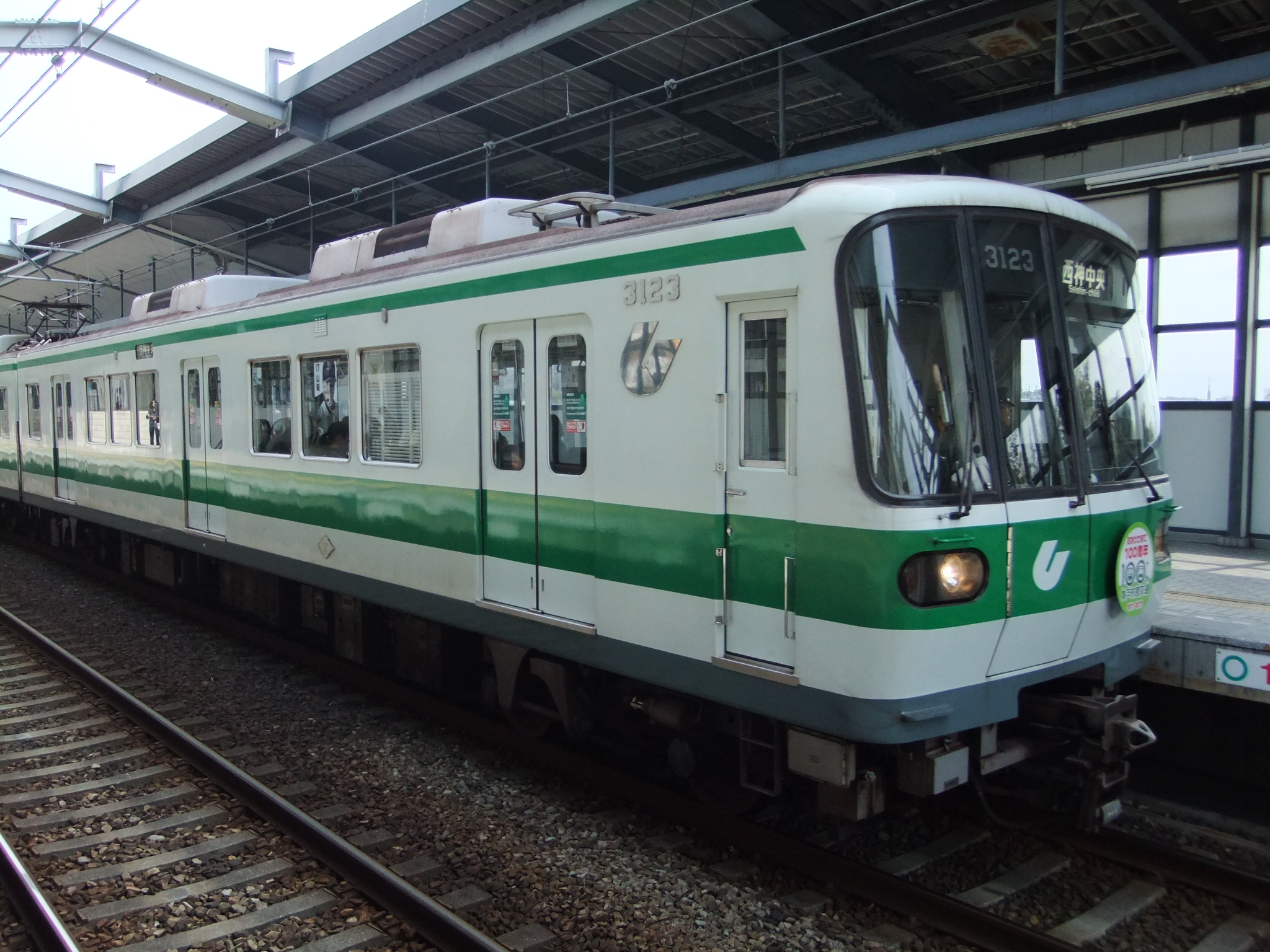
3100形
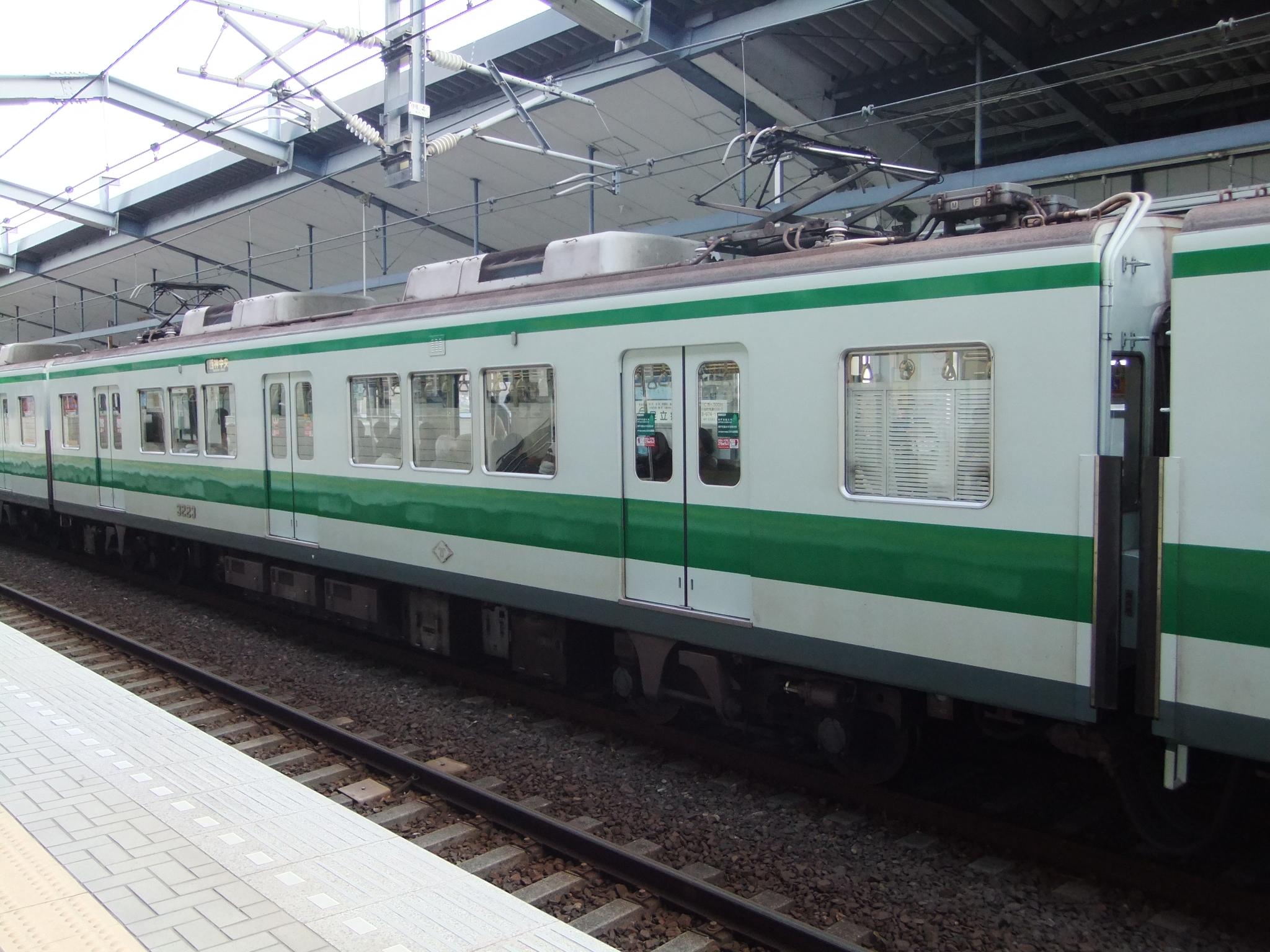
3200形
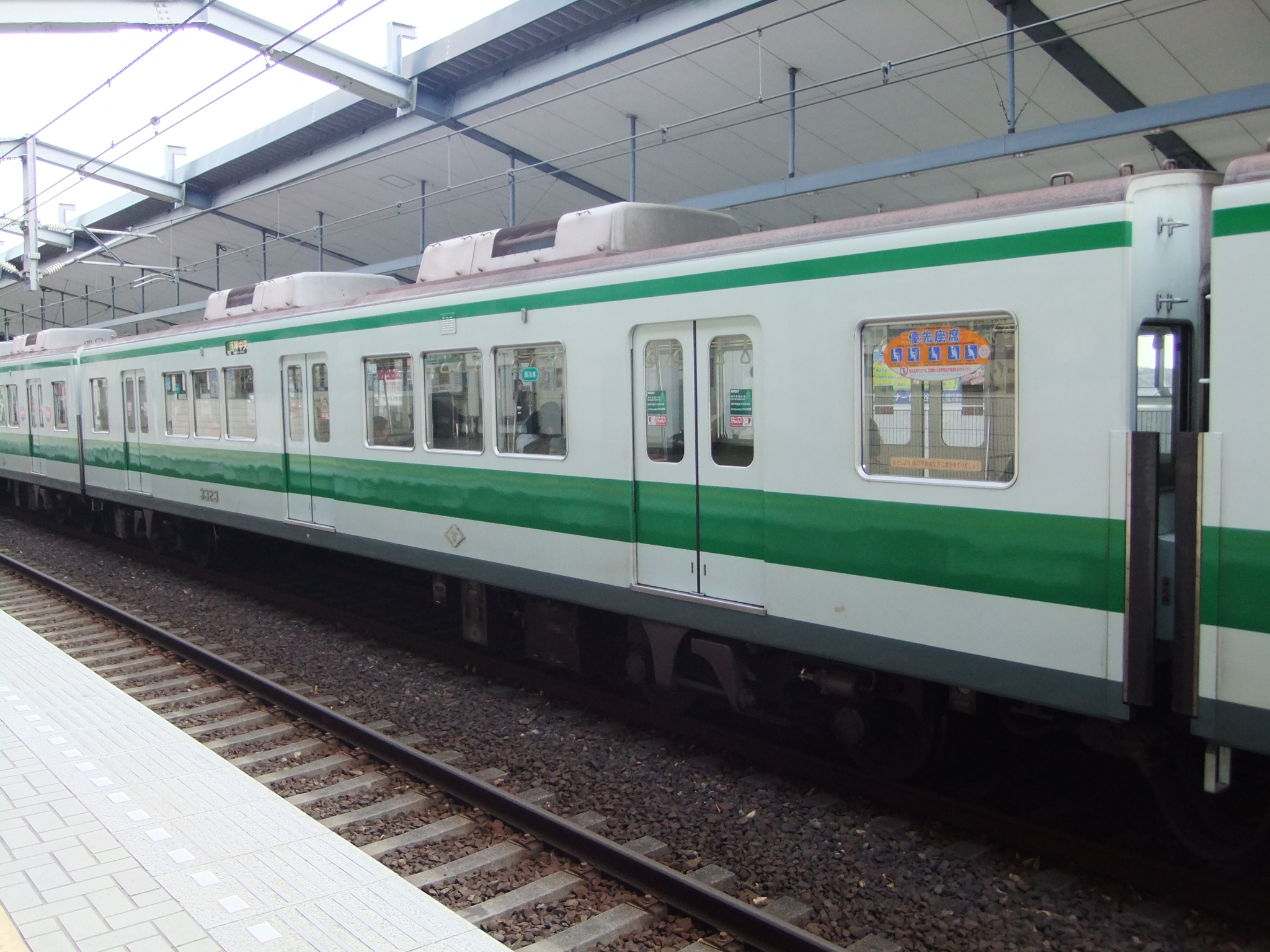
3300形
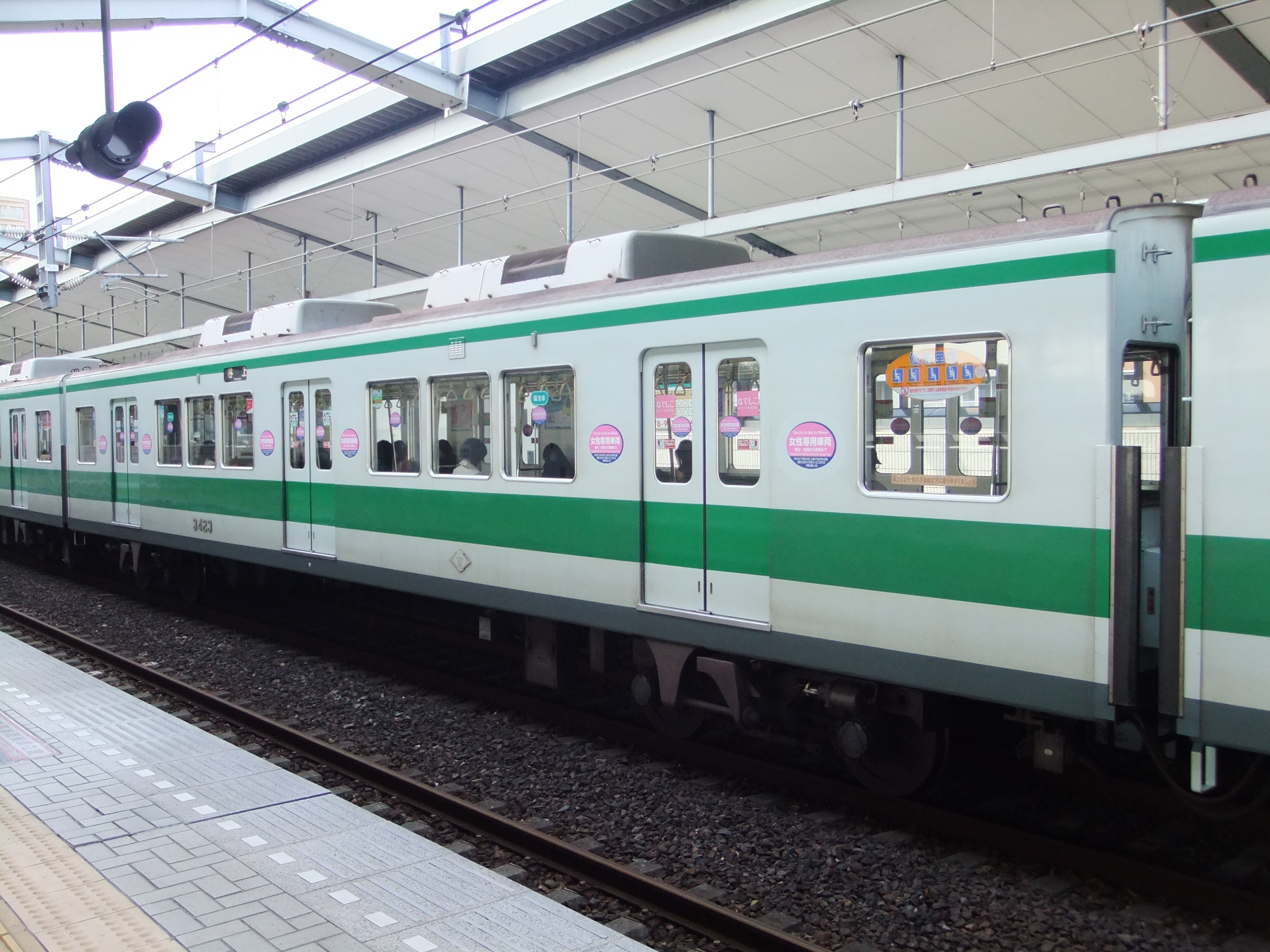
3400形
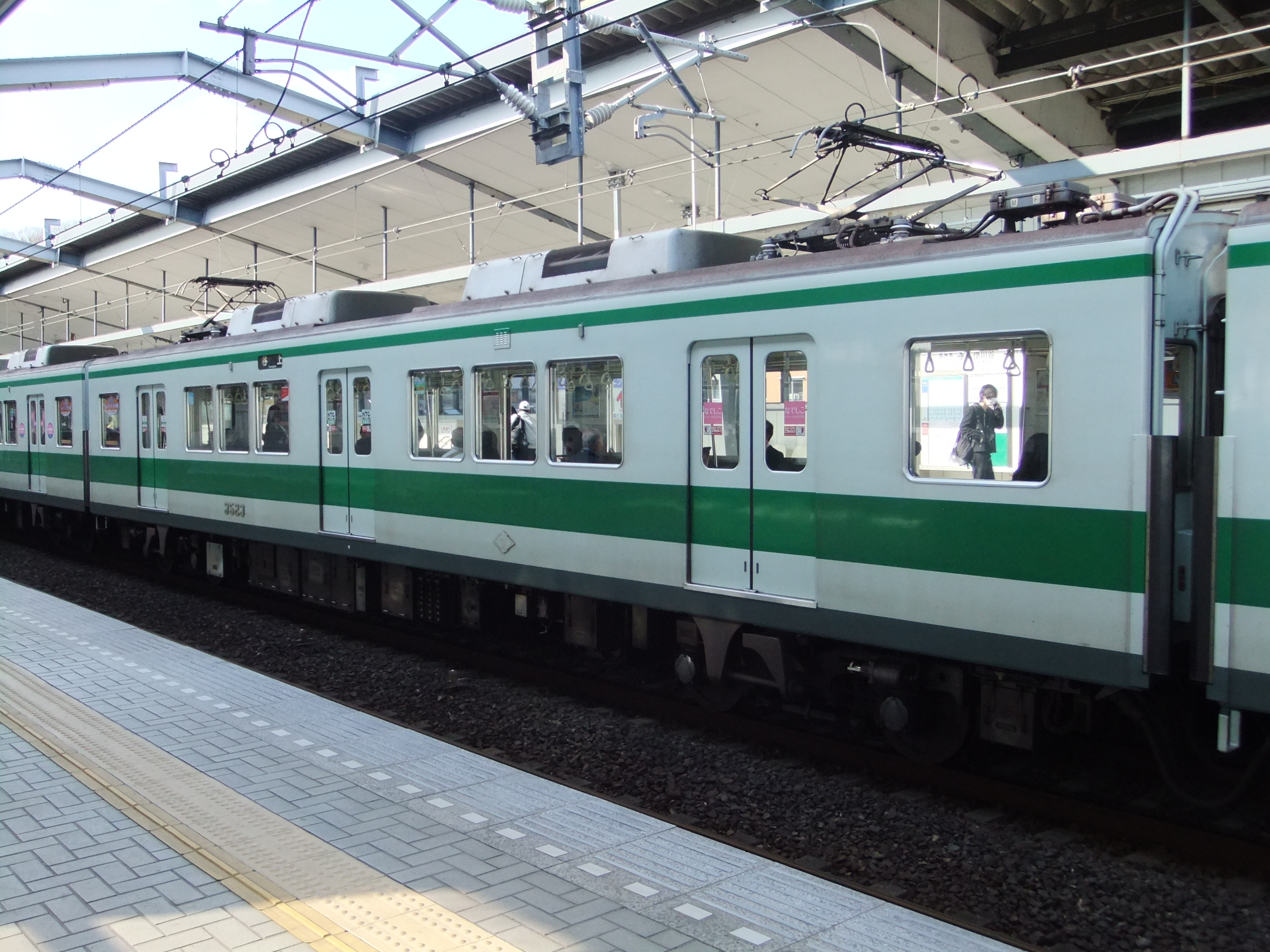
3500形
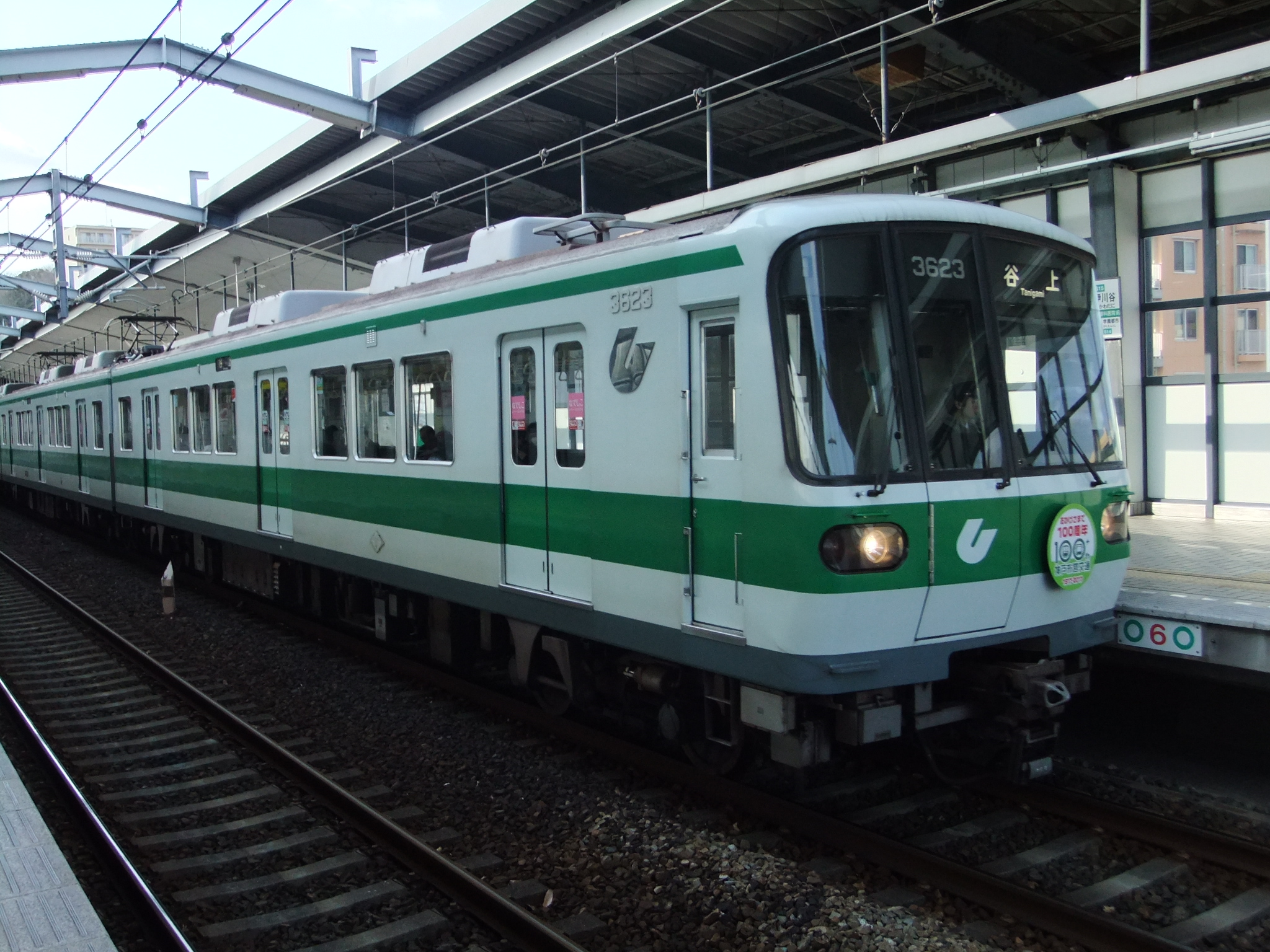
3600形